# Opiniones judías sobre el incesto
Las opiniones judías sobre el incesto se refieren a las relaciones sexuales prohibidas por el judaísmo y las autoridades rabínicas debido a la estrecha relación familiar que existe entre las personas. Estas relaciones prohibidas suelen denominarse incesto o incestuosas, aunque este término no aparece en las fuentes bíblicas y rabínicas. El término más utilizado por las fuentes rabínicas es "relaciones prohibidas en el judaísmo".

## Relaciones prohibidas en la Biblia hebrea
La Biblia hebrea establece varias listas de relaciones cuyas relaciones sexuales están prohibidas. Dos listas aparecen en el Libro del Levítico y una lista aparece en el Libro del Deuteronomio. Las listas sólo mencionan las relaciones con familiares mujeres; excluyendo el lesbianismo, esto implica que la lista se dirige a los hombres. En la Biblia hebrea, las relaciones sexuales entre hermanos están prohibidas a los judíos, pero permitidas a los gentiles (no judíos). Dado que las listas describirían entonces a las mujeres con las que está prohibido que un hombre tenga una relación, también implican indirectamente una lista de hombres con los que está prohibido que una mujer tenga una relación.
La lista es la siguiente:     Prohibido sólo para hombres
|                                              |                                    |                                    | Código de Santidad | Código de Santidad | Código Deuteronómico |
| Levítico 18                                  | Levítico 20                        |                                    |                    |                    | Código Deuteronómico |
| -------------------------------------------- | ---------------------------------- | ---------------------------------- | ------------------ | ------------------ | -------------------- |
| Cónyuge del abuelo (incluido el otro abuelo) |                                    |                                    |                    |                    |                      |
| Cónyuge del progenitor                       | Cónyuge del progenitor             | Padres                             |                    |                    |                      |
| Cónyuge del progenitor                       | Cónyuge del progenitor             | Padrastro o madrastra              |                    |                    |                      |
| Suegro                                       |                                    |                                    |                    |                    |                      |
| Tío/a                                        | Parent's sibling                   | Parent's sibling                   |                    |                    |                      |
| Tío/a                                        | Cónyuge del tío o tía              | Cónyuge del hermano del padre      |                    |                    |                      |
| Tío/a                                        | Cónyuge del tío o tía              | Cónyuge del hermano de la madre    |                    |                    |                      |
| Hijo del padre                               | Medio hermano (por parte de madre) | Medio hermano (por parte de madre) |                    |                    |                      |
| Hijo del padre                               | Hijo del padre                     | Hermanos                           |                    |                    |                      |
| Hijo del padre                               | Hijo del padre                     | Medio hermano (por parte de padre) |                    |                    |                      |
| Hermanastro/a                                |                                    |                                    |                    |                    |                      |
| Cuñados (si el cónyuge aún vivía)            |                                    |                                    |                    |                    |                      |
| Sobrino/a                                    | Hijo de hermano                    | Hijo de hermano                    |                    |                    |                      |
| Sobrino/a                                    | Sobrino/sobrina política           | Hijo del hermano del cónyuge       |                    |                    |                      |
| Sobrino/a                                    | Sobrino/sobrina política           | Hijo de la hermana del cónyuge     |                    |                    |                      |
| Hijo del cónyuge                             | Hijo del cónyuge                   | Niño                               |                    |                    |                      |
| Hijo del cónyuge                             | Hijo del cónyuge                   | Stepchild                          |                    |                    |                      |
| Hijo político                                |                                    |                                    |                    |                    |                      |
| Nieto del cónyuge (incluido el nieto)        |                                    |                                    |                    |                    |                      |

Una de las características más notables de cada lista es que no se prohíben explícitamente las relaciones sexuales entre un hombre y su propia hija, aunque la primera relación que se menciona tras la prohibición levítica de mantener relaciones sexuales con "parientes cercanos" es la de "tu padre". (Esto supone que la Torá sólo se dirige a los hombres. Si se dirige a todos, entonces una mujer no puede tener relaciones sexuales con su padre. También prohíbe explícitamente mantener relaciones sexuales con una mujer y su hija. La hija de un hombre es obviamente también la hija de una mujer con la que tuvo relaciones sexuales). El Talmud argumenta que esta ausencia se debe a que la prohibición era obvia, especialmente dada la proscripción contra una relación con una nieta. Al igual que en el caso de la propia hija de un hombre, la brevedad de la lista en Levítico 20, y especialmente de la de Deuteronomio, son explicadas por la erudición judía clásica como debidas a la obviedad de las prohibiciones que faltan.
Aparte del caso de un hombre que se casa con su hija, la lista del Levítico 18 reproduce a grandes rasgos las mismas normas que se seguían en la cultura árabe primitiva (preislámica). Sin embargo, a la mayoría de las naciones tribales tampoco les gustaba el matrimonio exogámico, es decir, con personas sin parentesco alguno.
Según el judaísmo, antes de la entrega de la Torá en el monte Sinaí, algunas de las prohibiciones sólo se aplicaban voluntariamente. Así, en varios casos destacados de la Torá, las normas del incesto se ignoran en favor del matrimonio con un pariente cercano; se describe a Jacob como casado con la hermana de su primera esposa.

### Puntos de vista seculares
Algunos biblistas seculares han propuesto, en cambio, que la prohibición del incesto con una hija figuraba originalmente en la lista, pero se omitió accidentalmente en la copia de la que dependen las versiones modernas del texto, debido a un error del escriba.

## Opiniones rabínicas
En el siglo IV a. C., los Soferim (escribas) declararon que había relaciones en las que el matrimonio estaba prohibido, además de las prohibidas por la Biblia. Estas relaciones adicionales se denominaban segundas (en hebreo: sheniyyot), e incluían a las esposas de un hombre:
- hermanastro del padre por parte de madre
- hermanastro de la madre por parte de padre
- abuelo
- nieto.

Los rabinos clásicos prohibían el matrimonio entre un hombre y cualquiera de sus segundones, basándose en que hacerlo actuaría como salvaguardia para no infringir las prohibiciones bíblicas; Una opinión talmúdica argumenta incluso que la inclusión de la esposa del abuelo y de la esposa del nieto, entre los segundos, se basa en la regla bíblica contra la nieta de la esposa. Sin embargo, hubo cierto debate sobre qué relaciones, aparte de las cuatro enumeradas anteriormente, contaban como segundones; los eruditos talmúdicos y rabínicos de la Edad Media, los Rishonim, incluyeron o excluyeron de diversas maneras las siguientes relaciones de los segundones de un hombre:
- hermana de la abuela
- hermana del abuelo paterno
- esposa del hermano del abuelo paterno
- madre del abuelo
- bisabuela de la esposa
- bisnieta de la esposa (incluida la bisnieta)
- la mujer del nieto de un tío

El grado en que las relaciones prohibidas se extienden más allá de los segundones es objeto de disputa, pero todos los eruditos talmúdicos coinciden en que el matrimonio con la esposa de cualquier descendiente varón, en línea masculina directa, estaba prohibido; Algunos rabinos clásicos también incluyeron en esta prohibición a la esposa de cualquier antepasado varón, en línea masculina directa, al igual que todos los eruditos judíos de la Edad Media. En el Talmud de Jerusalén, algunas opiniones incluso incluyen en la prohibición a todos los descendientes consanguíneos y antepasados de los segundones.
En relación con los segundones emparentados sólo por matrimonio, algunos propusieron el principio general de que sería aceptable casarse con cualquier persona emparentada sólo con un "segundón" por un matrimonio posterior; por ejemplo, la esposa de un suegro (aparte de la suegra), o la nuera del hijastro. Sin embargo, Israel Lipschitz interpretó que esto prohibía incluso el matrimonio con la mujer del anterior marido.
Al menos todas las opiniones talmúdicas coinciden en que teóricamente estaba permitido casarse con la mujer de un padrastro (exceptuando a la madre), y casarse con un hermanastro (un hombre que se casa con su hermanastra, etc.). No obstante, algunas de las opiniones expresadas en el Talmud de Jerusalén sostienen que, para evitar que los observadores saquen conclusiones erróneas, el matrimonio entre hermanastros, o entre un hombre y la madrastra de su esposa, debería prohibirse, o al menos llevarse a cabo en algún lugar en el que los observadores no supieran ya que los participantes son hermanastros.
Lo que está claro es que ninguna opinión del Talmud prohíbe el matrimonio con una prima o con la hija de una hermana (una clase de sobrina), e incluso recomienda el matrimonio con esta última – el parentesco más cercano de los dos. El apoyo implícito al matrimonio entre primos parece haberse tomado históricamente a pecho; en la Inglaterra del siglo XIX, la proporción de matrimonios judíos entre primos era 3,5 veces superior a la de los matrimonios de otras religiones; en la Lorena del siglo XIX, la proporción era dos veces superior a la de los católicos, y 12 veces superior a la de los protestantes.

### En la práctica
Los rabinos de la Edad Media, los Rishonim, consideraban inválidos los matrimonios prohibidos en la Biblia, como si nunca hubieran existido; los hijos nacidos de una pareja así se consideraban mamzerrim "bastardos", y los parientes del cónyuge no se consideraban relaciones prohibidas para un nuevo matrimonio. Por otro lado, las relaciones que estaban prohibidas debido a la calificación de segundonas, etc., se consideraban perversas, pero seguían siendo válidas; si bien podían haber presionado a tal pareja para que se divorciara, los hijos de la unión seguían considerándose legítimos.
En general, el Talmud de Jerusalén es más restrictivo con respecto al incesto que el Talmud de Babilonia; los judíos asquenazíes, siguiendo a Joseph Karo, suelen seguir las normas sobre incesto del Talmud de Jerusalén, mientras que los judíos sefardíes, ejemplificados por Maimónides, tienden a seguir el Talmud de Babilonia. Así, Jacob ben Meir arruinó deliberadamente una boda, deteniendo el matrimonio y echando a perder el banquete y las celebraciones, porque el hombre se habría casado con la mujer de su suegro.
Los rabinos clásicos consideraban que las normas sobre el incesto eran demasiado importantes y estaban demasiado expuestas a interpretaciones erróneas como para enseñarlas en público, por lo que exigían que, cuando se enseñaran, se hicieran individualmente a cada alumno. También argumentaron que en ocasiones en las que se leía la Biblia en público, y la lectura implicaba algunas de las normas bíblicas contra el incesto, entonces la lectura debía detenerse, si el lector interpretaba las normas de forma diferente a las opiniones talmúdicas.

## Puntos de vista caraítas
Los caraítas, que rechazan la autoridad de las opiniones talmúdicas, interpretan las prohibiciones bíblicas de forma diferente.
Los primeros caraítas adoptaron el principio de que el matrimonio era una unión verdadera y plena: cada cónyuge debía ser considerado legalmente como la misma persona y, por tanto, se consideraba que alguien relacionado con un cónyuge tenía exactamente la misma relación con el otro. Aplicado a las regulaciones bíblicas, esto produjo reglas drásticamente simples, prohibiendo el matrimonio entre casi todas las relaciones y relaciones conyugales, excepto que un hombre todavía podía casarse con su sobrina (o sobrina adoptiva) y su abuela (o esposa del abuelo, o abuela del cónyuge, o esposa del abuelo del cónyuge). Sin embargo, también prohibía el matrimonio con los parientes de cada marido posterior de una esposa divorciada; si sólo unas pocas mujeres aquí y allá se dedicaran a la monogamia en serie (matrimonio repetido y luego divorcio, con diferentes personas), no quedaría nadie en el planeta capaz de casarse absolutamente con nadie más.
En el siglo XI, dos reformistas caraítas rechazaron el principio de que un matrimonio fuera una unión verdadera y plena, argumentando en su lugar que las únicas relaciones que debían prohibirse eran las análogas a las de las prohibiciones bíblicas. Dividir a los principales familiares en dos grupos:
- Familiares de primer grado: padres, padrastros, hermanos, cuñados, hijos y yernos.
- Familiares de segundo grado: tía (incluida la esposa del tío), tío (incluido el esposo de la tía), nieto, esposa del nieto.[4]

Organizaron las relaciones prohibidas en cinco o seis categorías:
- Parientes de primer grado, sus ascendientes directos y sus descendientes directos[4]

- Parientes de segundo grado, sus ascendientes directos y sus descendientes directos

- Parientes de primer grado del cónyuge (por ejemplo, un hombre que se casa con dos hermanas, o una mujer y su hija), y sus rivales (las mujeres de sus maridos).

- Parientes de segundo grado del cónyuge (por ejemplo, un hombre que se casa con una mujer y su nieta)

- El pariente (por consanguinidad o afinidad) del cónyuge de un pariente, si dicho matrimonio crea una relación paralela (por ejemplo, un hombre que se casa con la hermana de la esposa de su hermano, la nieta de la esposa de su abuelo o la sobrina de su tío); a estos efectos, los parientes cercanos se consideran relaciones paralelas (por ejemplo, un hombre que se casa con la hermana de la esposa de su padre o la madre de la esposa de su hermano); a estos efectos, los hermanastros se consideran hermanos.[4]

- Familiares de primer grado del cónyuge de un familiar de segundo grado (por ejemplo, la tía de una cuñada); a estos efectos, los hermanastros se consideran familiares de primer grado. Esta última categoría sólo la incluye uno de los dos reformistas.[4]

Esta lista reformada de relaciones prohibidas fue adoptada posteriormente por casi todos los caraítas.